# Kazitiškis
Kazitiškis (ryska: Казитишкис) är en ort i Litauen. Den ligger i den östra delen av landet, 100 km nordost om huvudstaden Vilnius. Kazitiškis ligger 152 meter över havet och antalet invånare är 383.
Terrängen runt Kazitiškis är platt. Runt Kazitiškis är det ganska tätbefolkat, med 65 invånare per kvadratkilometer. Närmaste större samhälle är Ignalina, 11,1 km söder om Kazitiškis. I omgivningarna runt Kazitiškis växer i huvudsak blandskog.